# Yolande de Montferrat (comtesse de Savoie)
Pour les articles homonymes, voir Yolande de Montferrat.
Yolande (ou Violante) Paléologue de Montferrat, morte le 24 décembre 1342, est une aristocrate issue de la dynastie des Paléologue, qui devient par mariage comtesse de Savoie au XIVe siècle.

## Biographie
Yolande, que l'on trouve parfois sous les formes Violante ou Violantille, est la fille du marquis de Montferrat Théodore Ier et d'Argentina Spinola,,. Elle est ainsi, par son père, la petite-fille de l'empereur byzantin Andronic II Paléologue et de Yolande de Montferrat, héritière du margraviat de Montferrat. La date de naissance de Yolande de Montferrat est inconnue, elle est cependant traditionnellement située vers 1318[réf. nécessaire]. 
Yolande de Montferrat est mariée le 1er mai 1330, au château de Casale Monferrato, à Aymon de Savoie,, devenu comte l'année précédente,,. Le contrat stipule qu'à « l'extinction de la ligne masculine des Paléologue, les descendants mâles d'Yolande acquerraient la souveraineté du marquisat (de Montferrat) », selon notamment l'historien Eugène Burnier (1831-1870). La condition se réalisera au XVIe siècle au cours du règne du duc Charles III, mais fut contestée par les Gonzague-Montoue, prémices à la « guerre de Succession de Mantoue ».
Le couple a cinq enfants, l'aîné Amédée, succèdera à leur père, Blanche, prénommée très probablement en l'honneur de sa grand-mère Blanche de Bourgogne, Jean, puis Catherine et Louis (enfant mort-né),.
L'église du couvent de Sainte-Claire-hors-Ville de Chambéry possède une chapelle dédiée à sainte Catherine, fondée par la comtesse.
Yolande de Montferrat, teste le 14 septembre au château de Chambéry, selon Guichenon, alors qu'elle est malade et enceinte. Elle meurt peu de temps après, le 24 décembre 1342, alors qu'elle est en couches,, au château de Chambéry. Son époux participe à cette période à la campagne de Flandre contre l'Angleterre, au cours de la guerre de Cent Ans, aux côtés du roi de France, Philippe VI de Valois. Aymon meurt l'année suivante et est enterré avec sa femme et son enfant à l'abbaye d'Hautecombe, nécropole des souverains savoyards et italiens.